# Grand Prix Formule 1 van Oostenrijk 2000
De Grand Prix Formule 1 van Oostenrijk 2000 werd gehouden op 16 juli 2000 op de A1 Ring in Spielberg bei Knittelfeld.

## Verslag
Mika Häkkinen was terug na een paar moeizamere wedstrijden en zette zijn McLaren op pole, voor David Coulthard.
Beide Ferrari's vormden de tweede startrij.
Bij de start was het Coulthard iets beter weg dan Häkkinen, maar de Fin wist Coulthard voor te blijven in de eerste bocht.
Achter hen ging het mis voor Ferrari:  zowel Michael Schumacher als Rubens Barrichello werden door een andere coureur aangetikt.
Michael Schumacher spinde hierdoor, werd vervolgens geraakt door Jarno Trulli en moest opgeven,  terwijl Rubens Barrichello in de grindbak terechtkwam en veel plaatsen verloor.
De safety-car kwam uit en op dat moment was de volgorde: Mika Häkkinen, David Coulthard,  Mika Salo, Pedro de la Rosa, Jos Verstappen en Johnny Herbert.
Jos Verstappen moest echter naar de pits om zijn voorvleugel te laten vervangen, die hij in de chaos had beschadigd.
Toen de race vrijgegeven werd haalde De la Rosa Salo in en lag een tijdje derde, tot hij moest opgeven met een kapotte versnellingsbak.
Rubens Barrichello klom vlug op naar de vierde plaats en bleef daar tot De la rosa uitviel.
Beide McLarens reden een solide race en Barrichello volgde als "best of the rest" op een halve minuut.
Häkkinen won en kwam terug in de strijd om het kampioenschap.

## Uitslag
| Positie | Nummer | Rijder                | Team               | Ronden | Tijd/Opgave     | Startplaats | Punten |
| ------- | ------ | --------------------- | ------------------ | ------ | --------------- | ----------- | ------ |
| 1       | 1      | Mika Häkkinen         | McLaren - Mercedes | 71     | 1:28:15.818     | 1           | 10     |
| 2       | 2      | David Coulthard       | McLaren - Mercedes | 71     | +12.535         | 2           | 6      |
| 3       | 4      | Rubens Barrichello    | Scuderia Ferrari   | 71     | +30.795         | 3           | 4      |
| 4       | 22     | Jacques Villeneuve    | BAR-Honda          | 70     | +1 Ronde        | 7           | 3      |
| 5       | 10     | Jenson Button         | Williams-BMW       | 70     | +1 Ronde        | 18          | 2      |
| 6       | 17     | Mika Salo             | Sauber - Petronas  | 70     | +1 Ronde        | 9           | 1      |
| 7       | 8      | Johnny Herbert        | Jaguar Racing      | 70     | +1 Ronde        | 16          |        |
| 8       | 20     | Marc Gené             | Minardi            | 70     | +1 Ronde        | 20          |        |
| 9       | 16     | Pedro Diniz           | Sauber - Petronas  | 70     | +1 Ronde        | 11          |        |
| 10      | 12     | Alexander Wurz        | Benetton Formula   | 70     | +1 Ronde        | 14          |        |
| 11      | 7      | Luciano Burti         | Jaguar Racing      | 69     | +2 Rondes       | 21          |        |
| 12      | 21     | Gaston Mazzacane      | Minardi            | 68     | +3 Rondes       | 22          |        |
| Ret     | 23     | Ricardo Zonta         | BAR-Honda          | 58     | Motor           | 6           |        |
| Ret     | 9      | Ralf Schumacher       | Williams-BMW       | 52     | Remmen          | 19          |        |
| Ret     | 15     | Nick Heidfeld         | Prost Grand Prix   | 41     | Botsing         | 13          |        |
| Ret     | 14     | Jean Alesi            | Prost Grand Prix   | 41     | Botsing         | 17          |        |
| Ret     | 18     | Pedro de la Rosa      | Arrows - Supertec  | 32     | Versnellingsbak | 12          |        |
| Ret     | 19     | Jos Verstappen        | Arrows - Supertec  | 14     | Motor           | 10          |        |
| Ret     | 5      | Heinz-Harald Frentzen | Jordan-Mugen-Honda | 4      | Olielek         | 15          |        |
| Ret     | 3      | Michael Schumacher    | Scuderia Ferrari   | 0      | Botsing         | 4           |        |
| Ret     | 6      | Jarno Trulli          | Jordan-Mugen-Honda | 0      | Botsing         | 5           |        |
| Ret     | 11     | Giancarlo Fisichella  | Benetton Formula   | 0      | Botsing         | 8           |        |

## Wetenswaardigheden
- Luciano Burti verving de zieke Eddie Irvine. Het was zijn eerste Grand Prix.
- Na de race had de FIA bij Mika Häkkinens McLaren ontdekt dat zijn controlezegel ontbrak. Het team kreeg een straf van 10 WK-punten.
- Dit is de laatste 1-2 finish van McLaren tot de Grand Prix van Brazilië 2005.

## Statistieken
| Snelste ronde | David Coulthard | McLaren - Mercedes | 1:11.783 |

## Noot
- Dit was het debuut van de Braziliaanse coureur Luciano Burti.
- Honderdste Grand Prix-start voor David Coulthard. Hiermee was Coulthard de 46ste coureur die minstens 100 Grands Prix had gereden.
- Dit was de 25ste pole position voor Mika Häkkinen.

1963 · 1964 · 1970 · 1971 · 1972 · 1973 · 1974 · 1975 · 1976 · 1977 · 1978 · 1979 · 1980 · 1981 · 1982 · 1983 · 1984 · 1985 · 1986 · 1987 · 1997 · 1998 · 1999 · 2000 · 2001 · 2002 · 2003 · 2014 · 2015 · 2016 · 2017 · 2018 · 2019 · 2020 · 2021 · 2022 · 2023 · 2024 · 2025